# Chillinji-Pass
Der Chillinji-Pass ist ein Hochgebirgspass mit einer Scheitelhöhe von 5291 m, der nicht befahren, sondern nur begangen werden kann. 
Der Pass verbindet das Karambar-Tal im Distrikt Ghizer mit dem Chapursan-Tal in der autonomen Region Gilgit-Baltistan (die früheren Northern Areas) in Pakistan.
Der Pass befindet sich 10 Kilometer nördlich des Berges Koz Sar, der 6677 m hoch ist. Westlich des Passes fließt der Karambar, der auch Ishkoman im Süden genannt wird. Er mündet bei Gahkuch in den Ghizer (Gilgit). Im Osten des Passes befindet sich der Chapursan, der weiter nach Südwesten fließt und bei Khudabad am Karakorum Highway in den Hunza einmündet.